# Ебсторф
Ебсторф (нім. Ebstorf) — громада в Німеччині, розташована в землі Нижня Саксонія. Входить до складу району Ільцен. Складова частина об'єднання громад Бефензен-Ебсторф.
Площа — 27,26 км2. Населення становить 5387 ос. (станом на 31 грудня 2021).

## Галерея

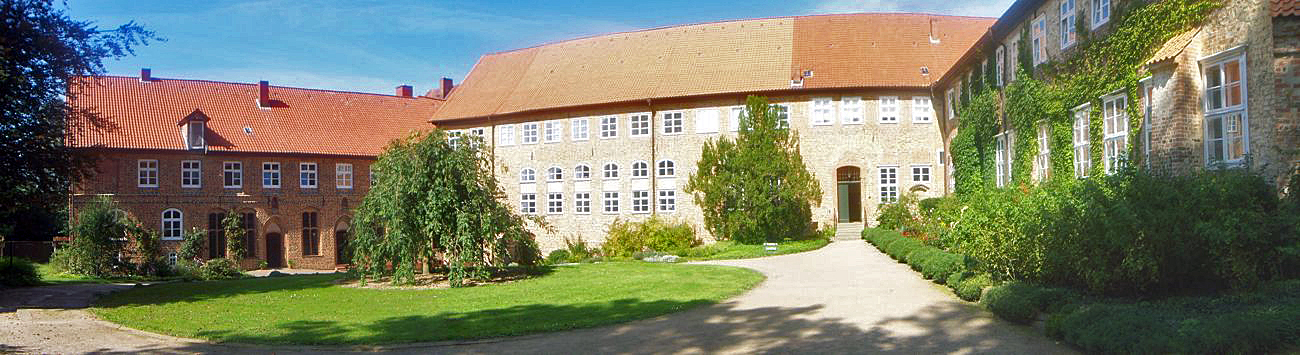
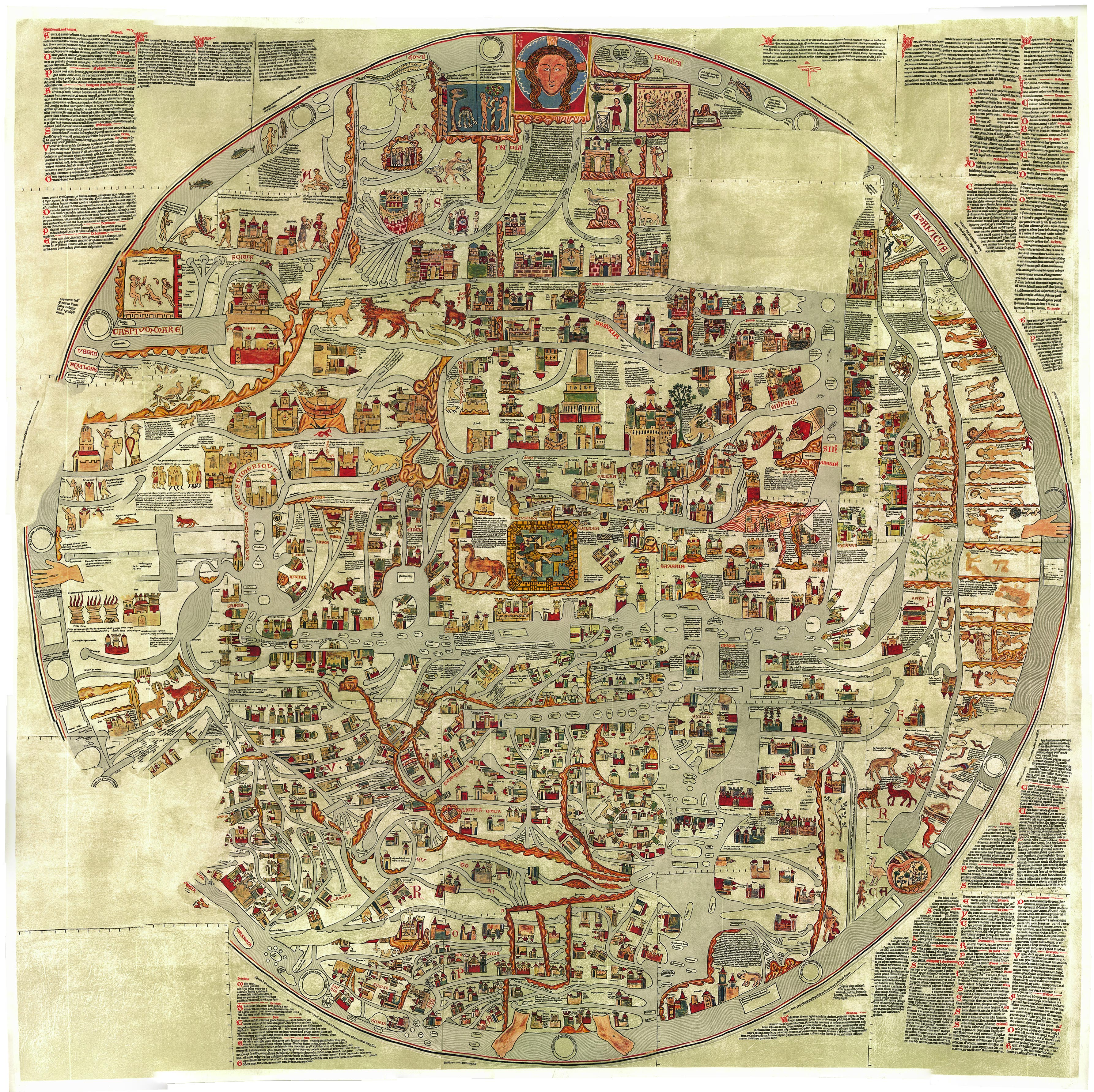
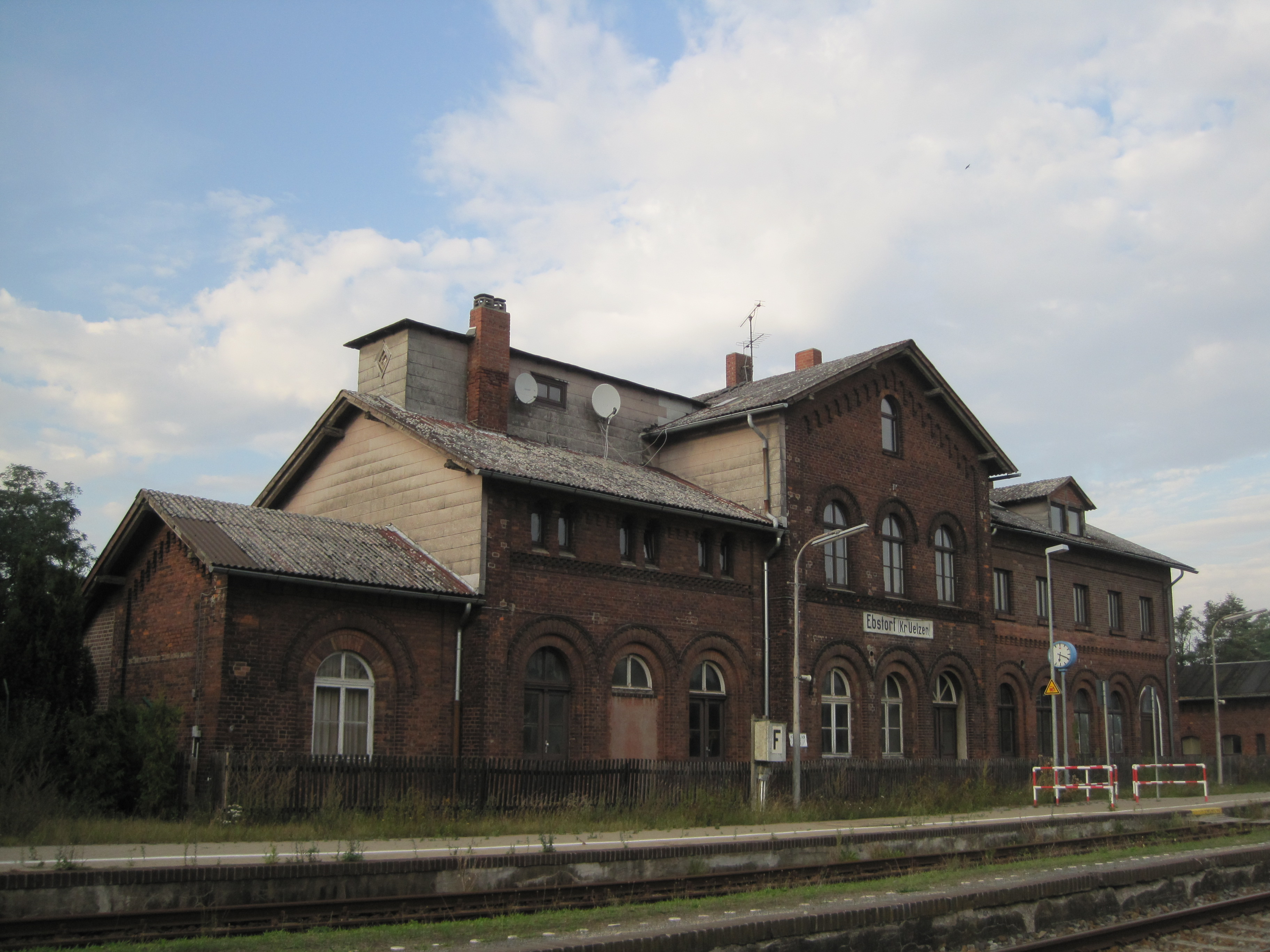
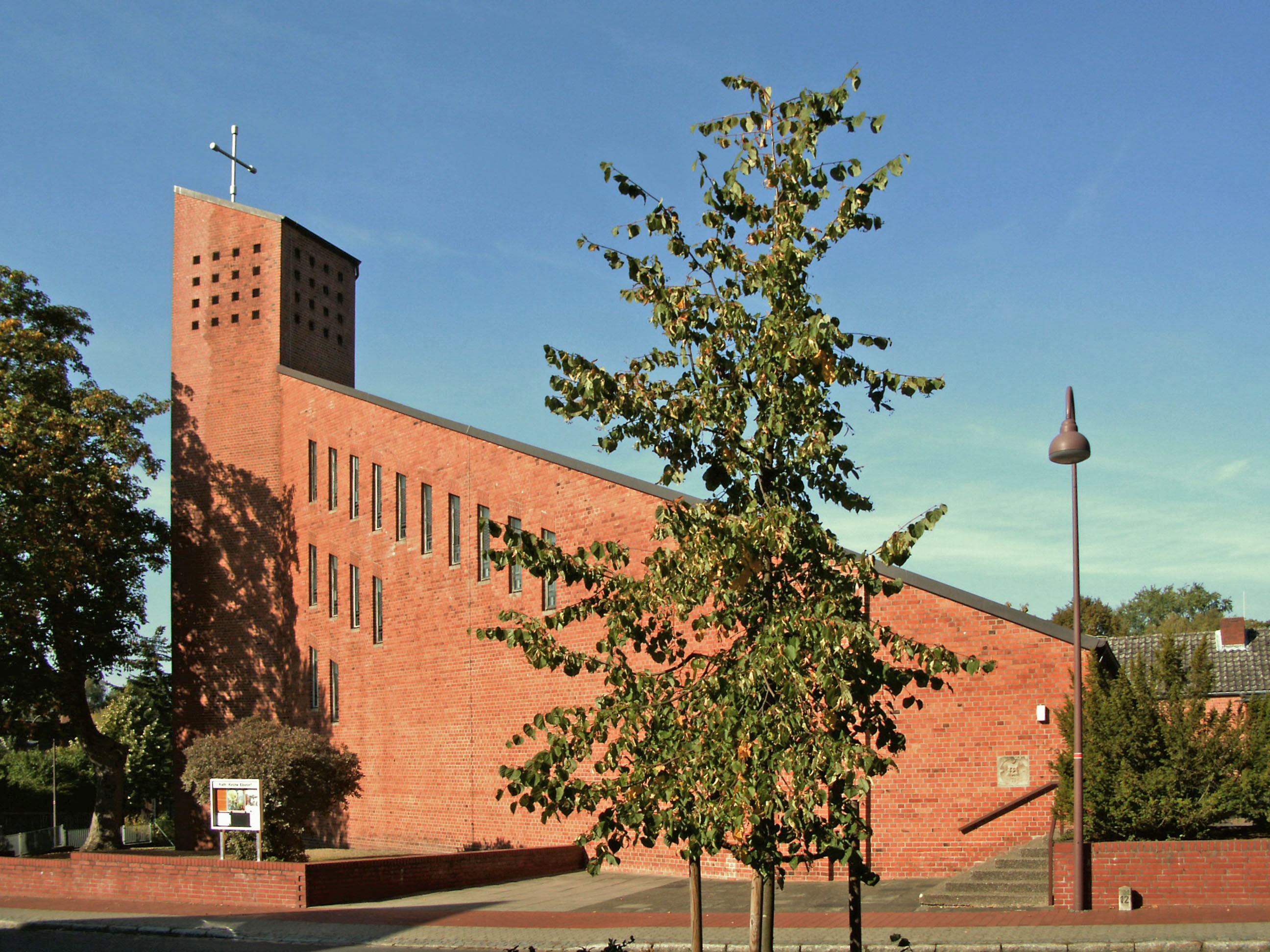